# 佃煮

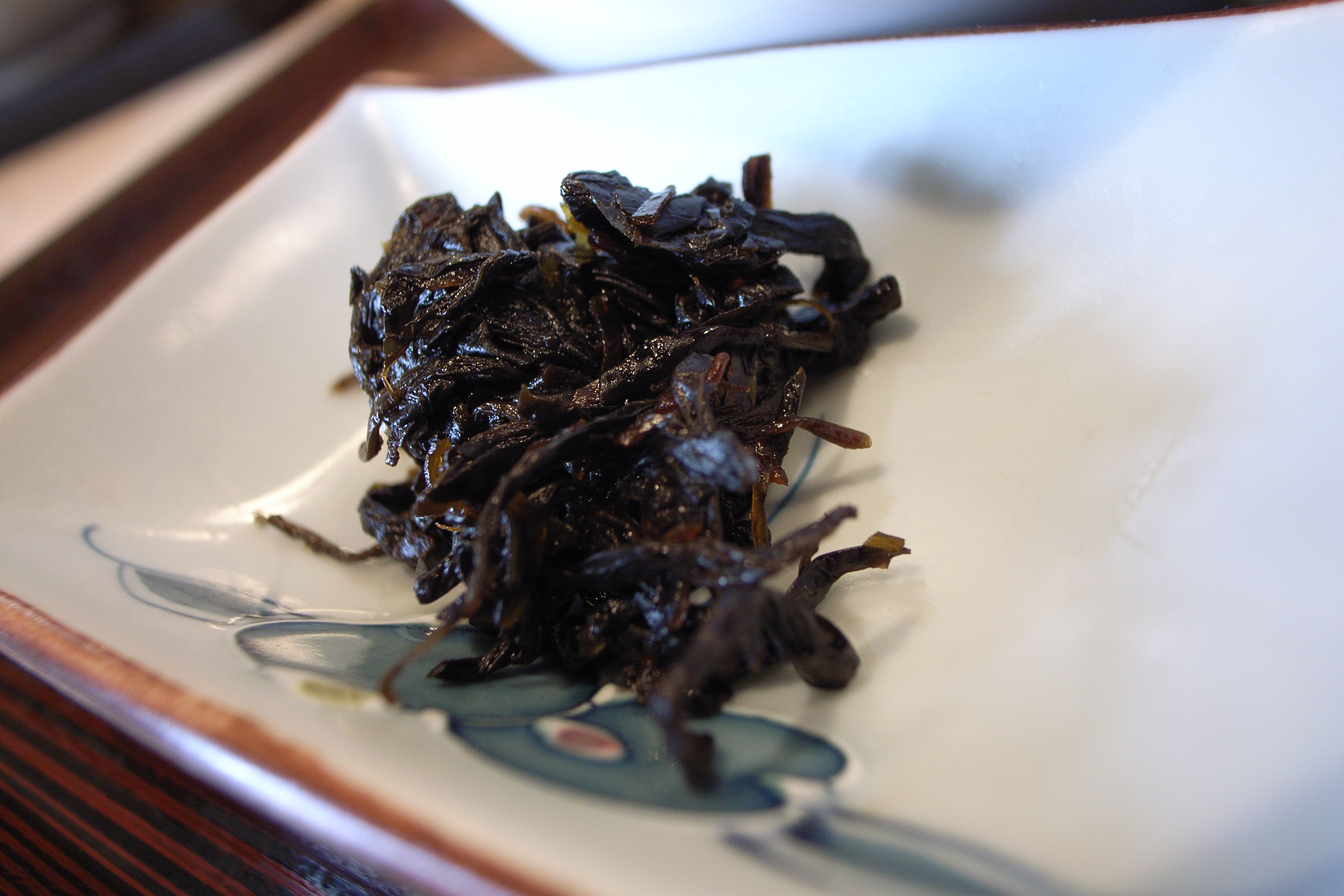
以昆布所造成的佃煮。

佃煮（日语：つくだに），是一種用淡醬油和白糖一起煮到黏稠的燒菜方式，也是日本料理特有的烹調方式之一，主要作為家庭菜，在日式餐廳中只有少量供應。“佃煮”一詞亦可引伸為所有以佃煮的方式所做之食品，包括切成細絲的蔬菜、海草、魚、蝦甚至昆蟲等，肉類的佃煮則較少。

## 特點

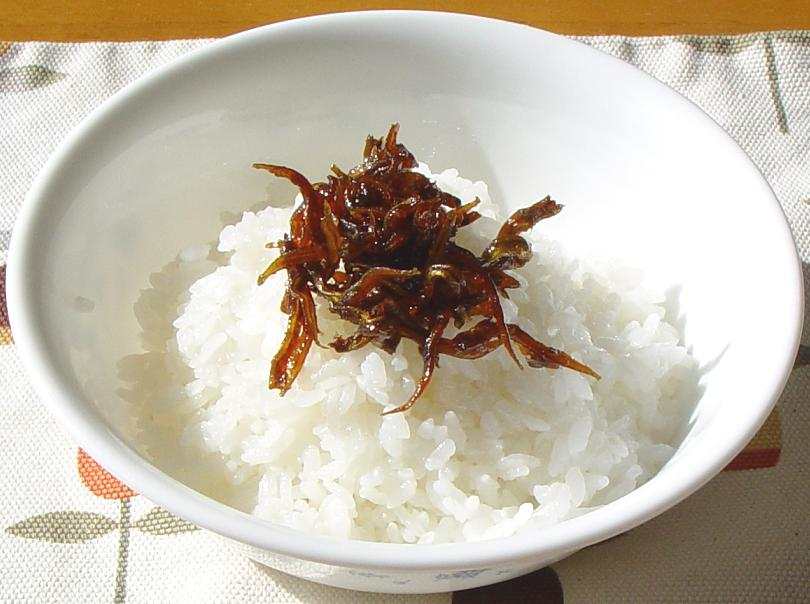
以太平洋玉筋魚所做成的佃煮作為伴飯小食。

佃煮一般作為醃製的小菜出現，視為佐白飯的配料，不能作為主菜，味道甘甜而帶鹹，這是因為在烹煮的過程中，調味料變得濃稠，令味道也較為濃郁突出。
在日本，很多食材都可以作為佃煮的主材料，較常使用的是海產，亦有使用植物或菇類，而遠離海岸、或是位於山地的區域，甚至以昆蟲作為材料。而調味料則是佃煮中最重要的組成部份，因為它們決定了製成品的最終味道，佃煮所需要的調味料，只是包涵了醬油和糖，有時也會加入昆布、味醂等以提昇味道。
做法便是把食材和調味料一同放進煲裏，並加入適量的水，利用慢火慢慢將煲內的水份收乾為止，因為水份的蒸發和滲透壓的原理，令調味更容易進入食物內，亦得出較濃郁的味道。
亦因為食材內的水份大部份都在烹調時流失，這反而更有助保存，只要用密封盒或存放於低溫下，便能保存食物，不致變壞，佃煮曾經是日本軍人在參戰時的主要軍糧。
至於商業用的製法，往往為了延長食用期，會加入稠化劑，並以真空處理後放置於低溫環境中存放。

### 主要食材
- 魚類
  - 海鰻
  - 銀魚
  - 太平洋玉筋魚
  - 鯉
  - 鯽魚
  - 鰹
  - 鮪魚

- 貝殼類
  - 花蛤
  - 文蛤
  - 蜆
  - 蠔
- 海藻類
  - 昆布
  - 海苔
  - 羊栖菜

- 植物
  - 蜂斗菜
  - 香菇（新鮮或乾身）
- 其他
  - 磷蝦
  - 蝗蟲
  - zaza蟲（屬於毛翅目中的一種）[1]
  - 蠶蛹
  - 蜜蜂幼蟲

## 由來
佃煮的由來有多種的說法，其中較多人接受的講法，是源自現時東京都中央區的佃島。江戶時代德川家康把位於攝津國佃村的一批漁民移籍至江戶隅田川的佃島一帶定居，相傳漁民會自家製的一些醃製小魚、貝類等海產，利用鹽、醬油等材料去處理好並儲存起來，萬一遇上惡劣天氣而不能出海時，他們仍能有食糧去應付，這便是佃煮的雛型。由於這種處理方法能延長食物的保存期，慢慢被流傳開去，亦成為了江戶地區庶民愛用的處理食物方法，其後更成為了各地到江戶參勤交代的大名回鄉時的土產手信。
除了上述的外，亦有下列幾個說法：
- 1858年（安政5年）由青柳才助所始創。
- 1862年（文久2年）由鮒屋佐吉所始創。
- 日本橋的伊勢屋太兵衛所始創。
- 更有一種說法，是源自供奉位於江戸佃島的住吉神社，一種「雜魚煮食」的祭祀食品。

## 外部連結
- 日本食物新聞社網站：佃煮的介紹（页面存档备份，存于）（日語）